# What Animated Women Want
What Animated Women Want, titulado Lo que quieren las mujeres animadas en Hispanoamérica y ¿Qué quieren las mujeres de dibujos animados? en España, es el decimoséptimo episodio de la vigesimocuarta temporada de la serie animada Los Simpson, y el número 536 de la misma. Fue escrito por J. Stewart Burns y dirigido por Steven Dean Moore, y se emitió en Estados Unidos el 31 de marzo de 2013. Para el capítulo, fueron invitadas estrellas como Bryan Cranston, Maurice LaMarche, Aaron Paul, Wanda Sykes, George Takei y Marcia Wallace.
En este episodio el personaje de Edna Krabappel habló por última vez en la serie, antes del fallecimiento de su actriz de voz, Marcia Wallace, el 25 de octubre de 2013.

## Sinopsis
Homer y Marge salen a almorzar en un restaurante fino de sushi. Si bien Marge está emocionada de ser capaz de hablar con Homer cosas que no podían frente a sus hijos. Al tratar de iniciar una conversación Homer no parece interesado y sólo se centra en comer. Marge, enfurecida sale del restaurante y toma un taxi a su casa. Preocupado por su matrimonio, Homer trata de arreglar sus problemas con Marge ofreciéndole un ramo de rosas con una tarjeta de disculpa pero Marge lo rechaza ya que Homer nunca ha cumplido una promesa. Homer entonces saca de su billetera una lista de cosas por hacer que Marge le había dado, cumple con lo encomendado en la lista y se lo enseña a Marge pero su esposa solo se siente decepcionada de él, porque la lista se la había dado seis años atrás. Homer vuelve al restaurante japonés que fueron a previamente en el episodio y pide consejos sobre relaciones al jefe de cocina. Homer lleva algo de comida del restaurante a casa y se lo ofrece a Marge, ella está casi impresionada, pero se decepciona más cuando Homer comienza a comérselo todo. Sin saber que hacer Homero va a la taberna y habla con Moe (algo que debió haber hecho en el principio) acerca de los problemas en su matrimonio. El Cantinero sugiere que la acaricie por la espalda por su emoción con el sexo, especialmente el sexo sadomasoquista, como se usa en Fifty Shades of Grey. Homer va al local de sex shop, donde adquiere una gran variedad de diferentes dispositivos sexuales. Cuando le muestra a Marge todo lo que él ha comprado ella está confundida y poco impresionada. Homer se sienta en una de las máquinas por error y es herido por el mismo. Lo llevan al hospital y mientras está siendo tratado se reconcilian. Luego regresan a casa y queman todos los juguetes eróticos y Marge admite que ella fue demasiado dura con él mientras Homer dice que no importa, que va a tratar de hacer las cosas bien.
Mientras tanto, Milhouse está sentado con Bart en la cafetería de la Escuela Primaria de Springfield. Él mira a Lisa y espera que ella vendrá a él. Ella comienza a acercarse a él y él se emociona, pero ella sólo ha llegado a la mesa para decirle a Bart que Marge había mezclado sus almuerzos. Ya que Bart instantáneamente tiró a la basura el almuerzo vegano que correspondía a Lisa, esta le pide a Milhouse si puede comer un pastelito que él tenía como postre, habiendo visto la película Un tranvía llamado deseo para un trabajo de clase, oye los comentarios de las maestras a la personalidad de Marlon Brando. Por lo tanto, decide ser grosero y despectivo hacia ella, rechazando su petición a comer su magdalena. Esto hace que gane el respeto de Lisa. Confundido por qué su nueva táctica funciona, sigue adelante para mantener a Lisa interesado en él. Buscando respuestas en cuanto a si está bien pretender ser alguien que no se es, se acerca a la consejera de la escuela (Wanda Sykes). Antes de que le puede dar una respuesta que ella recibe una llamada notificando que ella ha sido despedido. Impresionada, le dice a Milhouse que debía continuar fingiendo ser lo que no lo es, debido a su personalidad normal es aburrido. Sintiéndose como si estuviera traicionando su personalidad que lanza las magdalenas (el mismo de antes, en el episodio) en la ventana de Lisa. Se disculpa por pretender ser alguien que no es y se siente más feliz.

## Recepción
Robert David Sullivan de The AV Club le dio al episodio una C +, diciendo: "Esto es un episodio disperso con una gran cantidad de referencias de la cultura pop, pero poco impulso cómico. Una narradora que ofrece comentarios superfluos (hablando de la" herstory "del" planeta Herth ") me hizo pensar en Desperate Housewives, pero ella es probablemente una parodia de algo más reciente que eso. Wanda Sykes y George Takei están a la mano ... A diferencia de otras celebridades invitadas recientes, que tienen más de un par de líneas cada uno, aunque probablemente no lo suficiente como para Emmy consideración". Teresa López de TV Fanatic dio al episodio tres estrellas y media de cinco, diciendo: "A pesar de los gags visuales hilarantes y divertidas frases de Los Simpson, sentí humor del episodio fue socavada por la narración impar. Parecía innecesario, ya que el dispositivo que enmarca, ya que no añade nada a la historia ". Rob Dawson de TV Igual dijo que "La parte de restaurante de sushi de" Lo que las mujeres animadas Want "sentía perezosa también, mezclar estereotipos asiáticos y alguna noción vaga de restaurantes de lujo groseros en un lío-menos-que hilarante, lo único bueno es el universo alternativo en el que las piezas de anime de sushi ir en una aventura en los intestinos del pequeño ayudante de Santa, que en realidad me gustó, uno pedazo de algo de diversión en medio de una por lo demás mediocre Los Simpson".
- Datos: Q10904145